# Yeşilova, Bekilli
Yeşiloba là một xã thuộc huyện Bekilli, tỉnh Denizli, Thổ Nhĩ Kỳ. Dân số thời điểm năm 2010 là 503 người.